# Joachim Griese
Joachim Griese (ur. 25 sierpnia 1952 w Berne, zm. 17 listopada 2024 w Hamburgu) – niemiecki żeglarz sportowy. Srebrny medalista olimpijski z Los Angeles.
Reprezentował barwy RFN. Zawody w 1984 były jego jedynymi igrzyskami – zajął drugie miejsce w klasie Star. Partnerował mu Michael Marcour. W 1983 wspólnie byli wicemistrzami świata.